# Jānis Frīdrihs Baumanis
Jānis Frīdrihs Baumanis (Riga, 23 de maig de 1834 - Riga, 19 de març de 1891) va ser el primer arquitecte professional de Letònia. Va iniciar la seva carrera fent de fuster, i gràcies a l'ajut de l'arquitecte Ludvig Bohnstedt, de Sant Petersburg, va poder estudiar a la Bauakademie de Berlín (1860-62) i a l'Acadèmia de les Arts de Sant Petersburg (1862-65). Va exercir durant un temps a Vidzeme abans de traslladar-se a Riga, on va dissenyar més de 150 edificis públics durant la segona meitat del segle xix, principalment d'estil eclèctic.

## Galeria

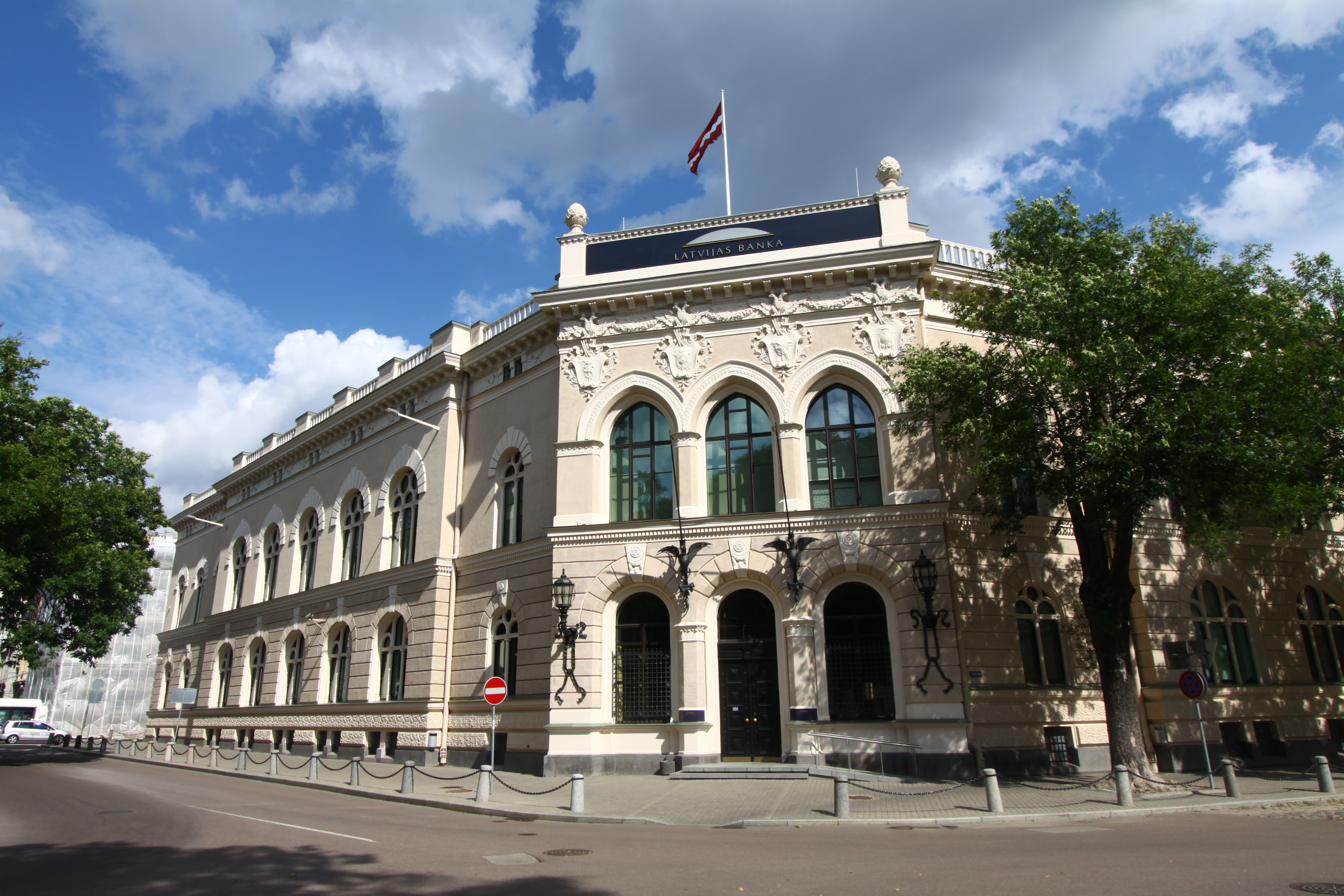
Banc Central de Letònia
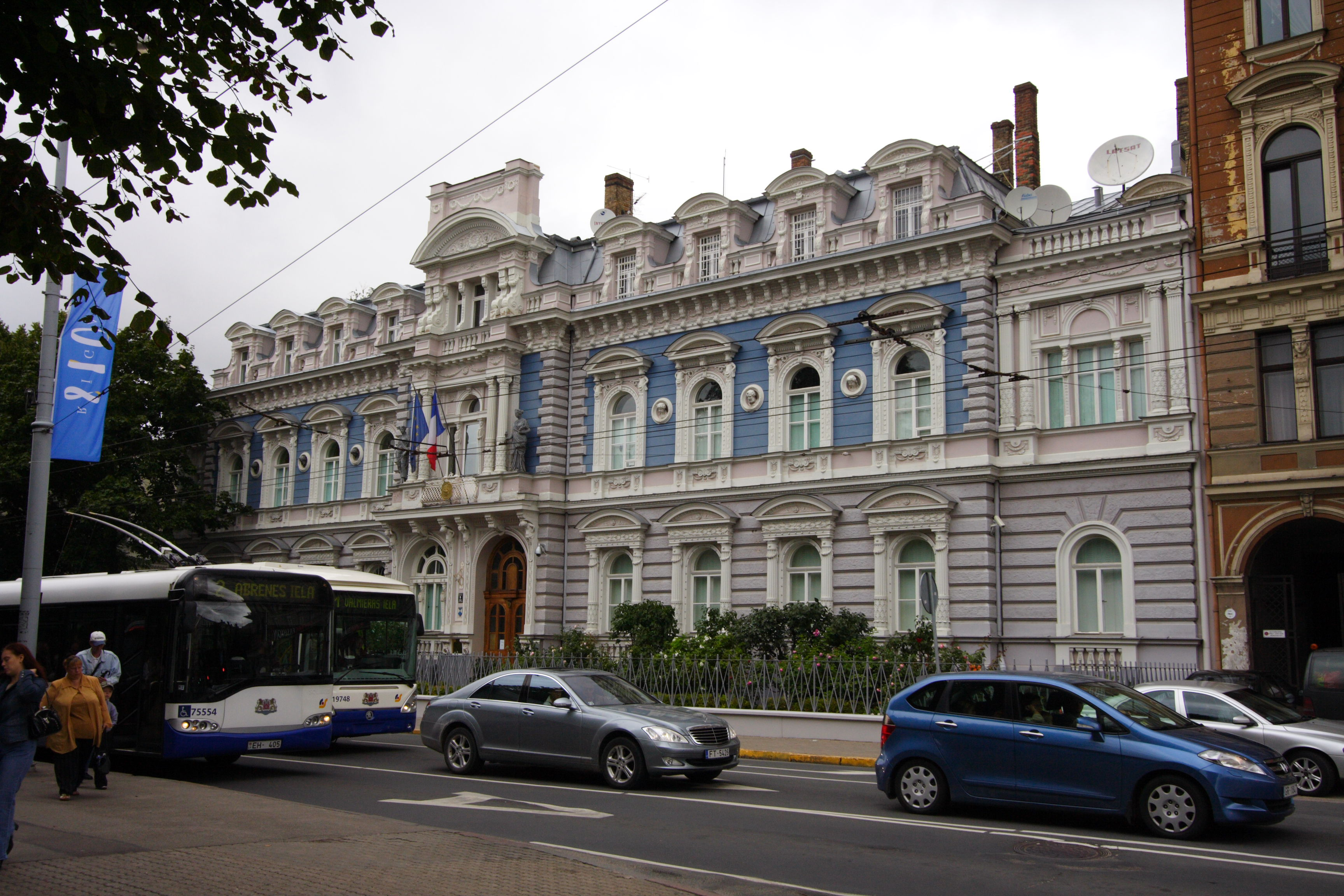
Mansió d'Emma Menzendorf (actualment l'ambaixada francesa)
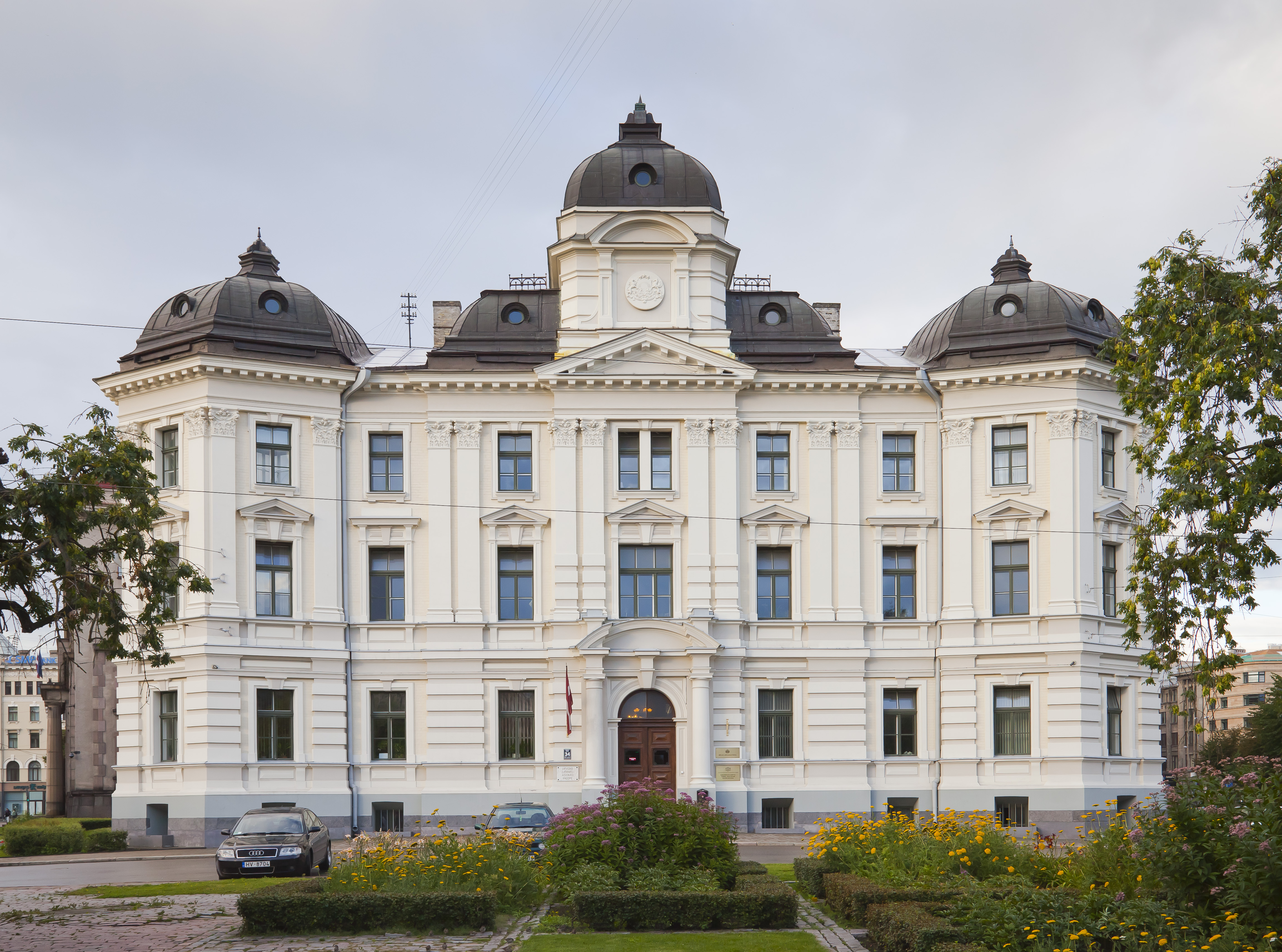
Edifici dels jutjats regionals de Riga
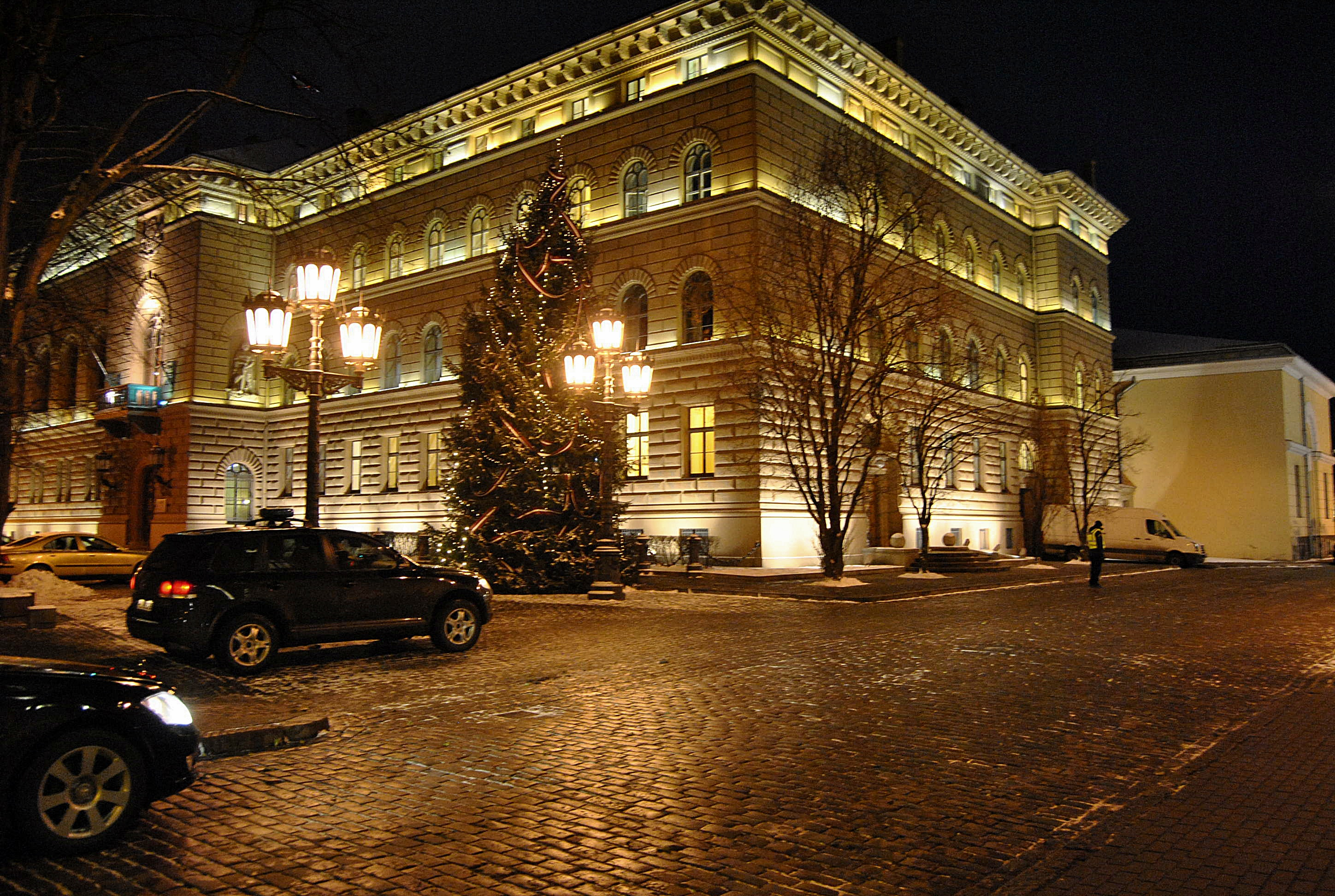
La Casa de la Corporació Livoniana
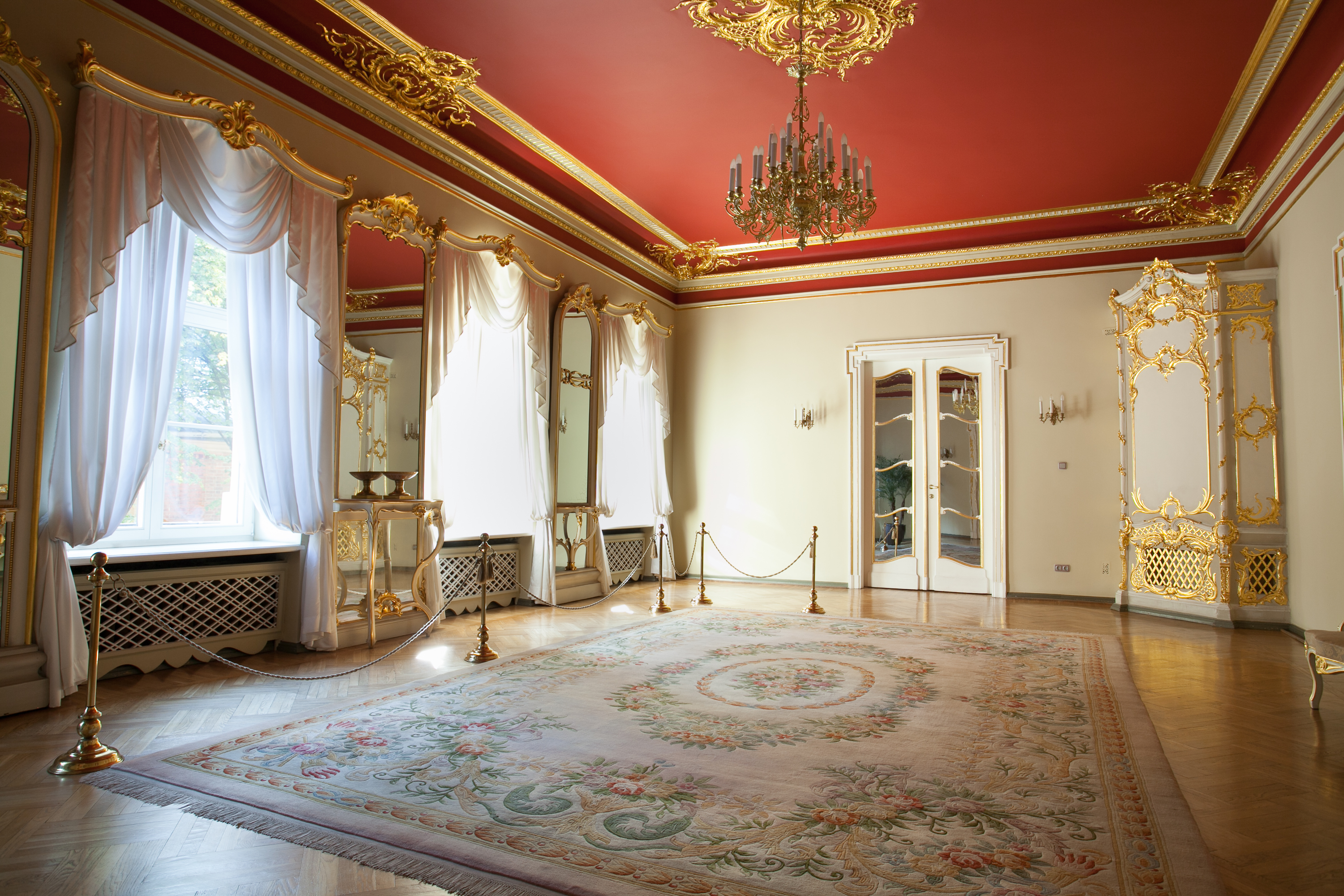
Vista interior de la Casa de la Corporació Livoniana